# 武相不動尊二十八所
武相不動尊二十八所（ぶそうふどうそんにじゅうはちしょ）は、東京都、神奈川県にある不動明王を祀る寺院から構成される霊場である。
川崎市、横浜市の寺院を中心に昭和44年（1969年）に開創された。
各寺院の秘仏開帳は酉年5月1日から5月28日に行われている。

## 霊場一覧
| No. | 山号・院号・寺号               | 不動尊           | 宗派         | 所在地                     |
| --- | ------------------------------ | ---------------- | ------------ | -------------------------- |
| 1   | 金剛山 金乗院 平間寺           | 川崎大師不動堂   | 真言宗智山派 | 川崎市川崎区大師町4-48     |
| 2   | 身代り不動尊 大明王院 川崎本山 | 身代り不動尊     | 真言宗醍醐派 | 川崎市高津区下作延4-26-1   |
| 3   | 青龍山 龍厳寺                  | お腹ごもり不動尊 | 天台宗       | 川崎市多摩区堰3-11-25      |
| 4   | 諏訪山 明王院                  |                  | 真言宗智山派 | 川崎市高津区諏訪3-14-3     |
| 5   | 命府山 龍台寺                  |                  | 天台宗       | 川崎市高津区久本2丁目12-23 |
| 6   | 星王山 寶蔵院 能満寺           | 千歳不動尊       | 天台宗       | 川崎市高津区千年354        |
| 7   | 圓瀧山 光明院 興禅寺           | 善立不動尊       | 天台宗       | 横浜市港北区高田町1799     |
| 8   | 清林山 佛乗院 金蔵寺           | 日吉不動尊       | 天台宗       | 横浜市日吉本町2-41-2       |
| 9   | 補陀落山 安養院 西方寺         | 日ぎり不動尊     | 真言宗単立   | 横浜市新羽町2586           |
| 10  | 高貴山 福聚院                  | 火伏不動尊       | 高野山真言宗 | 横浜市都筑区池辺町2296     |
| 11  | 観音寺                         | 身代り不動尊     | 高野山真言宗 | 横浜市都筑区池辺町2565     |
| 12  | 佛法山 東漸寺                  | 出世不動尊       | 高野山真言宗 | 横浜市都筑区佐江戸町2240   |
| 13  | 明王山 西光寺（鴨居山 林光寺） | 波切不動尊       | 高野山真言宗 | 横浜市緑区鴨居2-4-1        |
| 14  | 瑞雲山 本覚院 三会寺           |                  | 高野山真言宗 | 横浜市港北区鳥山町730      |
| 15  | 大聖山 真福寺                  | 和田不動尊       | 高野山真言宗 | 横浜市保土ケ谷区和田2-8-3  |
| 16  | 南龍山 不動院 無量寺           | 鉄縛り不動尊     | 高野山真言宗 | 横浜市南区蒔田町174        |
| 17  | 摩尼山 長松寺                  | 駒岡不動尊       | 真言宗智山派 | 横浜市鶴見区駒岡3-4-22     |
| 18  | 瑞應山 蓮華院 弘明寺           | 波切不動尊       | 高野山真言宗 | 横浜市南区弘明寺町267      |
| 19  | 南海山 瑠璃光院 正泉寺         | 生麦不動尊       | 真言宗智山派 | 横浜市鶴見区生麦4-31-4     |
| 20  | 子生山 東福寺                  |                  | 真言宗智山派 | 横浜市鶴見区鶴見1-3-5      |
| 21  | 愛宕山 宝蔵院                  | 寺尾不動尊       | 真言宗智山派 | 横浜市鶴見区馬場4-7-5      |
| 22  | 大綱山 宝幢院 光明寺           | 多摩川不動尊     | 真言宗智山派 | 大田区西六郷2-52-1         |
| 23  | 平栄山 泉福寺                  |                  | 天台宗       | 川崎市宮前区馬絹1719       |
| 24  | 来迎山 円光寺                  |                  | 高野山真言宗 | 横浜市緑区新治町109-7      |
| 25  | 喜修山 正蔵院 了仲寺           | 羽田不動尊       | 真言宗智山派 | 大田区本羽田3-10-8         |
| 26  | 遍照山 光明寺                  | 新羽不動尊       | 高野山真言宗 | 横浜市港北区新羽町3990     |
| 27  | 明王山 聖無道寺 成就院         |                  | 真言宗智山派 | 川崎市川崎区渡田3-8-1      |
| 28  | 高幡山 明王院 金剛寺           | 高幡不動尊       | 真言宗智山派 | 日野市高幡733              |